# Václav Böhm
Václav Böhm (ur. ok. 1738, zm. po 1790) − czeski barokowy rzeźbiarz, tworzący w Austrii, na Morawach i w Polsce.
Jego działalność jest bliska naśladowcom rzeźbiarza Georga Raphaela Donnera, który narzucił swój styl wielu twórcom II poł. XVIII w. na Morawach. Byli to m.in. Gottfried Fritsch, Andreas Zahner, Jan Schubert, Josef Winterhalder starszy, Franz Andreas Hiernle, Franz Kohl.

## Życiorys

### Pochodzenie
Václav Böhm urodził się ok. 1738 r., prawdopodobnie w miejscowości Drahotuše koło Hranic, gdzie jego ojciec, Martina Böhm, był młynarzem. Dwa lata uczył się u mieszkającego w Hranicach rzeźbiarza, Františka Galláša, u którego spotkał się z Janem Schubertem (1743–1773).

### Pobyt w Wiedniu
W 60. latach XVIII w. udał się do Wiednia, gdzie z początku był czeladnikiem, a od 1759 r. studiował sześć lat w Akademii. W czasie studiów pomagał mu Jan Sukup, przewodniczący rady miejskiej z Hranic, który późniejn ożenił się z jego siostrą, Anną. W czasie pobytu w Wiedniu tworzył dla tamtejszego kościoła św. Krzyża, a także dla kościoła św. Linharta w Kdousově na Jemnicku.

### Pobyt na Morawach
Po powrocie z Wiednia w 1765 r., osiadł w miasteczku Lipník nad Bečvou, gdzie brat Jan Böhm pomógł mu zorganizować pracownię rzeźbiarską. W kościele św. Jakuba Większego poznał dzieła Gottfrieda Fritscha. Gottfried Fritsch w latach 1749–1750 stworzył w tym kościele główny ołtarz, który później Böhm przebudował w latach 1767–1769. To zlecenie pomógł mu uzyskać jego brat Jan. W tymże kościele znajdują się inne dzieła Václava Böhma: dwa boczne ołtarze, ołtarze w bocznych kaplicach, ambona i chrzcielnica.
Koło roku 1766 stworzył dwa projekty rzeźby św. Jana Nepomucena dla księcia Karla z Dietrichštejnu. Zrealizowana została tańsza wersja, i to przy pomocy dobroczyńców. Pierwotnie stała ona na rynku w Lipníku, ale później została przeniesiona przed kolegium pijarów.
W miejscowości Police (powiat Třebíč) znajduje się przedstawienie śmierci św. Franciszka Ksawerego, wyrzeźbione dla jezuitów.
Do jego najważniejszych prac należą: wystrój kościoła św. Jana i św. Pawła w Místku (obecnie część miasta Frydek-Mistek), który tworzył w roku 1771 i otrzymał zapłatę w wysokości 500 złotych.
Kolejne zlecenia otrzymał dzięki bratu, który został administratorem fary w miejscowości Hranice. Wystrój kościoła farnego pw. ścięcia św. Jana Chrzciciela, obejmujący dwa ołtarze z dekoracją rzeźbiarską, był tworzony w latach 1772–1773.

### Pobyt w Polsce
Około roku 1773 Václav Böhm przeniósł się z Moraw do Polski, gdzie osiadł w Poznaniu. W latach 1783–1790 pracował dla Maksymiliana Mielżyńskiego. Tworzył wystrój pałacu i kaplicy pałacowej w Pawłowicach, niedaleko Leszna oraz różnych kościołów w posiadłościach hrabiego, m.in. kościoła św. Stanisława Biskupa w Żytowiecku, kościoła Najświętszej Maryi Panny i św. Filip Neri w Borku, kościoła Wniebowzięcia Najświętszej Maryi Panny w Poniecu. Jego ostatnim dziełem miałby być wystrój kościoła pw. Wszystkich Świętych w Kąkolewie
Wzmianki o ostatnich latach jego życia są bardzo skąpe.

## Ważniejsze prace
Dzieła Václava Böhma napotkać można w Austrii, na Morawach oraz w południowej Wielkopolsce.
- Kościół św. krzyża w Wiedniu (lata 60. XVIII w.) - cztery stiukowe kompozycje, które znajdują się w niszach, z tematami: "Góra Oliwna", "Biczowanie", "Cierniem koronowanie" i "Niesienie krzyża".
- Kościół św. Linharta w Kdousovie na Jemnicku (1763) – stiukowe rzeźby ołtarzy Panny Marii Różańcowej i św. Jana Nepomucena. Na pierwszym znajduje się stiukowa postać Archanioła Michała i aniołków, a na drugim Archanioła Rafaela i aniołków. Jego dziełem są też stiuki ołtarza w kaplicy Panny Marii Bilesnej, m.in. "Złożenie do grobu" i "Pietà". Jest również autorem ambony i chrzcielnicy.
- Posąg św. Jana Nepomucena w Lipníku nad Bečvą (1766).
- Kościół św. Jakuba w Lipníku nad Bečvą (1766 – 1768) – w głównym ołtarzu, autorstwa Bohuslava Fritscha, stworzył stiukową nastawę. Jego własnym dziełem jest boczny ołtarz św. Jana Nepomucena ze sceną strącenia św. Jana z mostu do Wełtawy i postaciami św. Wacława i św. Floriana po bokach; boczny ołtarz św. Franciszka Ksawerego, ze sceną śmierci świętego oraz postaciami św. Sebastiana i św. Rocha (zastąpiona postacią św. Rozalii na początku XX w.) po bokach. W bocznej kaplicy św. Barbary znajduje się ołtarz Matki Bożej Bilesnej, z postacią Panny Marii, która trzyma na rękach martwego Chrystusa oraz postaciami św. Jana i Marii Magdaleny. W bocznej kaplicy św. krzyża znajduje się ołtarz św. krzyża. Ponadto ambona i chrzcielnica.
- Police koło Jemnic (lata 70. XVIII w.) - śmierć św. Franciszka Ksawerego.
- Kościół św. Jana i św. Pawła w Místku (1771) – ołtarz główny z czterema postaciami: św. Augustyna, św. Ambrożego, św. Erazma i św. Walantyna oraz tabernalulum z dwoma adorującymi aniołami, boczny ołtarz Panny Marii Różańcowej z figurami św. Wincentego i św. Teresy, boczny ołtarz św. krzyża z postaciami Matki Bożej i św. Jana Ewangelisty, ambona i chrzcielnica.
- Kościół św. Jana Chrzciciela w miejscowości Hranice (1772 – 1773) – boczny ołtarz św. Jana Nepomucena z figurami św. Floriana i św. Karola Boromeusza oraz boczny ołtarz Góry Oliwnej z figurą Mojżesza oraz ofiara Izaaka.
- Pałac w Pawłowicach k. Leszna (lata 90. XVIII w.) – ozdoby pałacu. Böhm stworzył cztery alegoryczne figury stojące na attyce pałacowego portyku. Wyposażenie kaplicy pałacowej - dwa ołtarze oraz ambona.
- Kościół św. Stanisława Biskupa w Żytowiecku (1787) – ołtarz główny, ambona, nastawa chrzcielnicy z postacią Jezusa uzdrawiającego chorego przy sadzawce Bethesda.
- Kościół Najświętszej Maryi Panny i św. Filip Neri w Borku Wielkopolskim (lata 90. XVIII w.) – ambona.
- Kościół Wniebowzięcia Najświętszej Maryi Panny w Poniecu - boczny ołtarz, figury czterech ojców kościoła, ambona.